# 파키스탄 대통령
파키스탄 이슬람 공화국 대통령(우르두어: صدرِ پاکستان)은 파키스탄 정부의 대표이며, 파키스탄의 상징적 국가 원수이다. 임기는 5년이며, 1번의 연임이 가능하다. 현재 대통령은 아시프 알리 자르다리이다.

## 같이 보기
- 국가원수 의전차
- 파키스탄의 총리